# Villa Hadita
Villa Hadita ist eine Ortschaft in Uruguay.

## Geographie
Villa Hadita befindet sich auf dem Gebiet des Departamento Canelones in dessen Sektor 6.

## Infrastruktur
Der Ort liegt an der Ruta 7. Etwa einen Kilometer südlich kreuzen die Rutas 6 und 74.

## Einwohner
Die Einwohnerzahl von Villa Hadita beträgt 235. (Stand: 2011)
| Jahr | Einwohner |
| ---- | --------- |
| 1985 | -         |
| 1996 | 95        |
| 2004 | 217       |
| 2011 | 235       |

Quelle: Instituto Nacional de Estadística de Uruguay